# Eyuphuro
Eyuphuro är ett moçambikiskt världsmusikband. Det grundades år 1981. Sedan det första albumet Mama Mosambiki publicerades år 1986 upplöstes Eyuphuro, men år 1998 grundade vokalisten Zena Bacar bandet igen. Det släppte ett nytt album, Yellela, år 2001. Gruppens låttexter är makuaspråkiga. 
Eyuphuro kommer från ön Moçambique. Bandets namn betyder "en stormvind".